# Pensión Clausewitz
La Pensión Clausewitz fue un burdel de lujo existente en el Berlín Occidental. En 1965 fue centro de un presunto escándalo de espionaje, que al ser investigado resultó infundado.

## Historia
Fundado en 1947, el burdel Pension Clausewitz estaba ubicado en el distrito berlinés de Charlottenburg, en el tercer piso del número 4 de Clausewitzstraße, una calle lateral de la Kurfürstendamm. A principios de la década de 1960, el fundador abandonó la gestión del burdel tras una segunda condena por proxenetismo. La Pensión Clausewitz era en aquella época el burdel más caro de Berlín Occidental. Hans Helmcke se hizo cargo de la dirección del burdel, ayudándole Fritz Wussow y el "cónsul Josy" Eugen Indig. Los tres eran bien conocidos de la policía. En noviembre de 1964, Helmcke compareció ante el tribunal por el burdel y fue multado con 3 000 marcos. A pesar de ello, Helmcke siguió gestionando la Pensión Clausewitz.

## Sospechas de espionaje
Helmcke y su burdel estaban bajo vigilancia de la Sittenpolizei, o brigada antivicio. Poco antes de la Navidad de 1964 se llevó a cabo una inspección en la pensión y en el apartamento de Helmcke, en la que la policía encontró el cuaderno de notas de Helmcke. Durante la investigación se descubrieron tres de los números de teléfono de Se descubrió que el cuaderno era de Berlín Oriental y resultó que se encontraban entre los números utilizados por la Stasi.
El 9 de enero de 1965, Helmcke fue arrestado bajo sospecha de traición y se iniciaron investigaciones en su contra. Rápidamente surgieron rumores de que la Pensión Clausewitz había sido una instalación de espionaje para la Stasi. Las acusaciones fueron discutidas en detalle en la prensa. Se rumoreaba que en el burdel de Helmcke se encontraban invitados no sólo de Berlín Occidental, sino también miembros del Bundestag y sus ministros, altos representantes empresariales y otras celebridades importantes, y que las prostitutas fueron interrogadas extensamente en nombre de la Stasi. También se afirmó que había un sistema de vigilancia y que se habían tomado fotografías incriminatorias para su posterior extorsión por parte del servicio de inteligencia de Alemania Oriental. Se sospechaba específicamente que estaban implicados varios políticos conocidos, entre ellos el senador berlinés Heinrich Albertz y el ministro federal Erich Mende.
Clausewitz se convirtió en el centro de una amplia cobertura informativa, en la que se sospechaba de un gran escándalo de espionaje y partido. Sin embargo, pronto resultó que tal escándalo no existía. La pensión no era frecuentada por políticos importantes ni la Stasi había desplegado allí actividades de espionaje. No había fotografías comprometedoras de figuras públicas y el sistema de seguimiento resultó ser un contestador automático. De hecho, sólo los tres números de teléfono que figuraban en la libreta de Helmcke proporcionaban algún vínculo con la Stasi.
Sin embargo, como Helmcke no pudo dar ninguna razón razonable por la posesión de los números de teléfono de la Stasi, fue declarado culpable de traición. Su sentencia se limitó a tres meses de prisión preventiva y fue puesto en libertad. Renunció a la pensión Clausewitz, pero no se retiró de la industria del sexo.

## En la cultura popular
Basada en los acontecimientos de la Pensión Clausewitz, Ralph Habib dirigió la película de 1967 Hotel Clausewitz, protagonizada por Wolfgang Kieling, Maria Brockerhoff y Friedrich Schönfelder en los papeles principales. El guion fue de Franz Baake.